# Achille Chavée

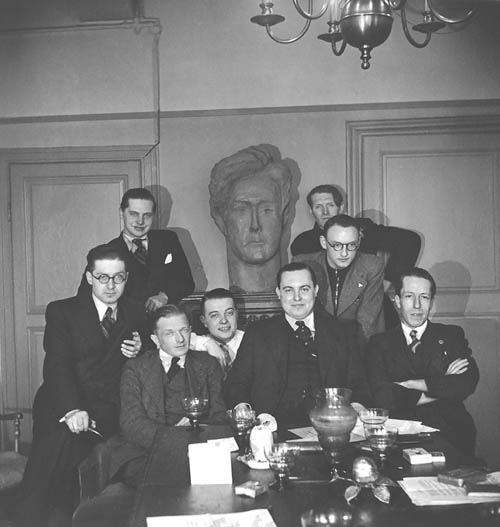
Leden van de groep Rupture, 8 mei 1938 met de kop van Rimbaud, gemaakt door Van der Spiegele. vooraan v.l.n.r. Havrenne, Lorent, Bovy en Chavée. Daarachter links: Deplus en Lefranq, rechts: Michotte en Malva.

Achille Chavée (Charleroi, 6 juni 1906 - La Hestre, 4 december 1969) was een Belgisch aforist, dichter en  surrealistische persoonlijkheid. 

## Biografie
Chavée was afkomstig uit een katholieke familie die zich in 1922 in La Louvière vestigde. Hij studeerde rechten in Brussel en schreef zich in 1930 in aan de balie van Bergen. In 1927 engageerde hij zich op politiek vlak en stichtte met Walter Thibaut de Union fédéraliste wallonne, die ijverde voor de culturele en politieke autonomie van Wallonië. Hij was ook medestichter van het tijdschrift La Bataille wallonne dat in 1929 verscheen. Na de grote stakingen die begonnen waren in de Borinage en het Centre en die zich uitbreidden over het volledige Waalse industriebekken in 1932, nam hij de verdediging op van de arbeiders en de mijnwerkers.
Op 29 maart 1934 richtte Chavée in La Louvière, bij Albert Ludé, de latere chemicus, samen met de bibliothecaris André Lorent en de onderwijzer Marcel Parfondry de groep Rupture op, een beweging die vooral gericht was op politiek engagement. De surrealistische Belgische auteur Fernand Dumont werd spoedig lid. In 1935 publiceerde Chavée zijn eerste bundel, Pour cause déterminée, en het eerste (en enige) jaarlijks nummer van het tijdschrift Mauvais temps waar men onder meer de namen terugvindt van André Lorent, Fernand Dumont, Constant Malva en René Magritte. Hetzelfde jaar werkte Chavée mee aan het "Bulletin international du Surréalisme" en was hij medeondertekenaar van het "Couteau dans la plaie" die voor het eerst de surrealistische groep van Brussel verenigde, Magritte, Mesens, Paul Nougé, Louis Scutenaire, André Souris met de groep uit Henegouwen. Twee andere bundels van Chavée verschenen bij de uitgeverij «Rupture», Le Cendrier de chair in 1936 en Une fois pour toutes in 1938.
In 1936 ontmoette Achille Chavée André Breton en Paul Éluard in Parijs en ondertekende in Brussel mede de uitsluiting van André Souris uit de Belgische groep. Hij vertrok in november naar Spanje en werd tot november 1937 lid van de brigade Dombrovski van de Internationale Brigades (officier en later militair auditeur). Terug in België, in 1937, maakte hij in 1938 kennis met Pol Bury. Na de ontbinding van "Rupture" einde 1938, richtte hij op 1 juli 1939 te Bergen de "Groupe surréaliste en Hainaut" op met Fernand Dumont, Marcel Lefrancq, Armand Simon, Louis Van de Spiegele, en werkte in 1940 mee aan twee nummers van het tijdschrift L'invention collective, opgericht door Magritte en Raoul Ubac. Als communistisch weerstander tijdens de Tweede Wereldoorlog werd hij door de Gestapo gezocht en ging in 1941 in de clandestiniteit.
In 1946 ontbond Chavée de surrealistische groep in Henegouwen en stichtte op 19 februari 1947 te Bergen met Van de Spegele, Marcel Lefrancq en Simon de groep "Haute Nuit", tegen elk dogmatisme en tegen conformisme in de kunst, geloof in de avant-garde. Chavée schreef: nous avions senti que le surréalisme était devenu une mode, une étiquette dont des tas de gens s'affublaient: il fallait continuer autrement l'aventure. Chavée nam ook actief deel aan het "Surréalisme révolutionnaire". In 1956 stichtte hij de groep "Schéma" en werd in 1961 lid van het Mouvement populaire wallon. Chavée werkte nog mee aan diverse surrealistische tijdschriften en publiceerde in totaal 30 bundels. Tot zijn dood in 1969, moedigde hij vele jonge kunstenaars, schrijvers, beeldhouwers, schilders en fotografen aan.

### Postume werken
- Décoctions II - Aphorismes, La Louvière, Daily-Bul, 1974, voor Les amis d'Achille Chavée.
- 7 poèmes de haute négligence, La Louvière, Les amis d'Achille Chavée 1975, illustraties van Armand Simon.
- Petit traité d'agnostisme - Aphorismes, La Louvière, Daily-Bul, 1979.

### Over Chavée
- Achille Béchet, Achille Chavée, Doornik, Unimuse, 1968
- Christian Bussy, Anthologie du surréalisme en Belgique, Parijs, Gallimard,1972.
- Alain Dantinne, Achile Chavée, le trafiquant de l'invisible in Textyles n°8, novembre 1991.
- André Miguel, Achille Chavée, Coll. Poètes d'aujourd'hui, 190, Parijs, Éditions Pierre Seghers, 1969, 195p.
- Marcel Mariën, L'activité surréaliste en Belgique (1924-1950), Brussel, Lebeer-Hossmann, 1979.
- René Magritte et le surréalisme en Belgique, Koninklijk Museum voor Schone Kunsten van België, Brussel, 1982.
- Le mouvement surréaliste à Bruxelles et en Wallonie (1924-1947), Paris, Centre Culturel Wallonie Brussel, 1988.
- Irène Hamoir, Scut, Magritte & C°, Brussel, Koninklijk Museum voor Schone Kunsten van België, 1996, 558 p.
- Marie-Paule Berranger, Achille Chavée, surréaliste dans la révolte, in Europe, "Les surréalistes belges", n° 912, Parijs, april 2005, p. 132-134.
- Xavier Canonne, Le surréalisme en Belgique, 1924-2000, Mercatorfonds, Brussel, 2006 ISBN 90-6153-659-6; Actes Sud, Parijs, 2007, 352 p ISBN 9782742772094

- Bibsys: 90113657
- Biblioteca Nacional de España: XX1245344
- Bibliothèque nationale de France: cb11896452b (data)
- CiNii: DA05170449
- Gemeinsame Normdatei: 119233800
- International Standard Name Identifier: 0000 0001 0871 7231
- Library of Congress Control Number: n86103434
- MusicBrainz: 4560767d-5234-4960-bfc6-f0f015ce0e3c
- Nationale Bibliotheek van Tsjechië: pna2017951171
- Nationale Bibliotheek van Israël: 987007271441205171
- Nationale en Universitaire bibliotheek Zagreb: 000152798
- Nederlandse Thesaurus van Auteursnamen: 070397759
- Istituto Centrale per il Catalogo Unico: TO0V078483
- Système universitaire de documentation: 026783797
- Virtual International Authority File: 14767669
- WorldCat: E39PBJwHcw38JqyYMXQFxFMkjC